# 2009-es Formula–1 japán nagydíj
A japán nagydíj volt a 2009-es Formula–1 világbajnokság tizenötödik futama, amelyet 2009. október 2. és október 4. között rendeztek meg a japán Suzuka Circuit-ön, Szuzukában.

## Szabadedzések

### Első szabadedzés
A japán nagydíj első szabadedzését október 2-án, pénteken délelőtt tartották. Az edzés alatt szinte végig esett az eső, a gyakorlás végére kezdet felszáradni a pálya. A Toyota csapatánál Timo Glock lázzal küzdött, helyét a csapat tesztpilótája, a 23 éves GP2-es versenyző, Kobajasi Kamui vette át a pénteki napon.
| Helyezés | Versenyző            | Csapat/Motor         | Elért idő | Különbség | Futott kör |
| -------- | -------------------- | -------------------- | --------- | --------- | ---------- |
| 1        | Heikki Kovalainen    | McLaren-Mercedes     | 1:40,356  | –         | 24         |
| 2        | Nakadzsima Kazuki    | Williams-Toyota      | 1:40,648  | + 0,292   | 18         |
| 3        | Adrian Sutil         | Force India-Mercedes | 1:40,806  | + 0,450   | 14         |
| 4        | Giancarlo Fisichella | Ferrari              | 1:40,985  | + 0,629   | 27         |
| 5        | Sébastien Buemi      | Toro Rosso-Ferrari   | 1:41,421  | + 1,065   | 26         |
| 6        | Lewis Hamilton       | McLaren-Mercedes     | 1:41,443  | + 1,087   | 15         |
| 7        | Fernando Alonso      | Renault              | 1:41,532  | + 1,176   | 22         |
| 8        | Kimi Räikkönen       | Ferrari              | 1:41,577  | + 1,221   | 25         |
| 9        | Rubens Barrichello   | Brawn-Mercedes       | 1:41,821  | + 1,465   | 19         |
| 10       | Nico Rosberg         | Williams-Toyota      | 1:42,188  | + 1,832   | 20         |
| 11       | Mark Webber          | Red Bull-Renault     | 1:42,332  | + 1,976   | 10         |
| 12       | Vitantonio Liuzzi    | Force India-Mercedes | 1:42,475  | + 2,119   | 15         |
| 13       | Jarno Trulli         | Toyota               | 1:42,657  | + 2,301   | 13         |
| 14       | Jaime Alguersuari    | Toro Rosso-Ferrari   | 1:42,667  | + 2,311   | 27         |
| 15       | Robert Kubica        | BMW Sauber           | 1:42,833  | + 2,477   | 17         |
| 16       | Nick Heidfeld        | BMW Sauber           | 1:42,977  | + 2,621   | 14         |
| 17       | Sebastian Vettel     | Red Bull-Renault     | 1:43,218  | + 2,862   | 11         |
| 18       | Jenson Button        | Brawn-Mercedes       | 1:43,318  | + 2,962   | 17         |
| 19       | Kobajasi Kamui       | Toyota               | 1:43,407  | + 3,051   | 16         |
| 20       | Romain Grosjean      | Renault              | 1:43,572  | + 3,216   | 22         |

### Második szabadedzés
A japán nagydíj második szabadedzését október 2-án, pénteken délután tartották. A szakadó esőben csak néhány kört tettek meg a pilóták.
| Helyezés | Versenyző            | Csapat/Motor         | Elért idő  | Különbség | Futott kör |
| -------- | -------------------- | -------------------- | ---------- | --------- | ---------- |
| 1        | Adrian Sutil         | Force India-Mercedes | 1:47,261   | –         | 5          |
| 2        | Sebastian Vettel     | Red Bull-Renault     | 1:47,923   | + 0,662   | 6          |
| 3        | Vitantonio Liuzzi    | Force India-Mercedes | 1:47,931   | + 0,670   | 5          |
| 4        | Lewis Hamilton       | McLaren-Mercedes     | 1:47,983   | + 0,722   | 5          |
| 5        | Nakadzsima Kazuki    | Williams-Toyota      | 1:48,058   | + 0,797   | 8          |
| 6        | Sébastien Buemi      | Toro Rosso-Ferrari   | 1:48,691   | + 1,430   | 9          |
| 7        | Fernando Alonso      | Renault              | 1:48,693   | + 1,432   | 5          |
| 8        | Jarno Trulli         | Toyota               | 1:48,737   | + 1,476   | 7          |
| 9        | Jaime Alguersuari    | Toro Rosso-Ferrari   | 1:48,802   | + 1,541   | 11         |
| 10       | Robert Kubica        | BMW Sauber           | 1:48,861   | + 1,600   | 6          |
| 11       | Kimi Räikkönen       | Ferrari              | 1:48,886   | + 1,625   | 5          |
| 12       | Kobajasi Kamui       | Toyota               | 1:49,054   | + 1,793   | 7          |
| 13       | Mark Webber          | Red Bull-Renault     | 1:49,382   | + 2,121   | 7          |
| 14       | Romain Grosjean      | Renault              | 1:49,405   | + 2,144   | 6          |
| 15       | Giancarlo Fisichella | Ferrari              | 1:49,553   | + 2,292   | 5          |
| 16       | Nico Rosberg         | Williams-Toyota      | 1:49,872   | + 2,611   | 8          |
| 17       | Nick Heidfeld        | BMW Sauber           | 1:50,179   | + 2,918   | 10         |
| 18       | Heikki Kovalainen    | McLaren-Mercedes     | idő nélkül |           | 0          |
| 19       | Jenson Button        | Brawn-Mercedes       | idő nélkül |           | 0          |
| 20       | Rubens Barrichello   | Brawn-Mercedes       | idő nélkül |           | 0          |

### Harmadik szabadedzés
A japán nagydíj harmadik szabadedzését október 3-án, szombaton délelőtt tartották.
| Helyezés | Versenyző            | Csapat/Motor         | Elért idő | Különbség | Futott kör |
| -------- | -------------------- | -------------------- | --------- | --------- | ---------- |
| 1        | Jarno Trulli         | Toyota               | 1:31,709  | −         | 24         |
| 2        | Sébastien Buemi      | Toro Rosso-Ferrari   | 1:31,771  | + 0,062   | 26         |
| 3        | Nico Rosberg         | Williams-Toyota      | 1:32,343  | + 0,634   | 28         |
| 4        | Sebastian Vettel     | Red Bull-Renault     | 1:32,414  | + 0,705   | 19         |
| 5        | Kimi Räikkönen       | Ferrari              | 1:32,445  | + 0,736   | 26         |
| 6        | Adrian Sutil         | Force India-Mercedes | 1:32,467  | + 0,758   | 25         |
| 7        | Rubens Barrichello   | Brawn-Mercedes       | 1:32,488  | + 0,779   | 24         |
| 8        | Heikki Kovalainen    | McLaren-Mercedes     | 1:32,546  | + 0,837   | 22         |
| 9        | Jenson Button        | Brawn-Mercedes       | 1:32,668  | + 0,959   | 25         |
| 10       | Jaime Alguersuari    | Toro Rosso-Ferrari   | 1:32,689  | + 0,980   | 20         |
| 11       | Romain Grosjean      | Renault              | 1:32,717  | + 1,008   | 25         |
| 12       | Nick Heidfeld        | BMW Sauber           | 1:32,736  | + 1,027   | 21         |
| 13       | Fernando Alonso      | Renault              | 1:32,742  | + 1,033   | 21         |
| 14       | Timo Glock           | Toyota               | 1:32,749  | + 1,040   | 26         |
| 15       | Nakadzsima Kazuki    | Williams-Toyota      | 1:32,752  | + 1,043   | 23         |
| 16       | Lewis Hamilton       | McLaren-Mercedes     | 1:32,789  | + 1,080   | 19         |
| 17       | Robert Kubica        | BMW Sauber           | 1:32,848  | + 1,139   | 20         |
| 18       | Giancarlo Fisichella | Ferrari              | 1:32,878  | + 1,169   | 26         |
| 19       | Mark Webber          | Red Bull-Renault     | 1:32,930  | + 1,221   | 15         |
| 20       | Vitantonio Liuzzi    | Force India-Mercedes | 1:33,167  | + 1,458   | 18         |

## Időmérő edzés
A japán nagydíj időmérő edzését október 3-án, szombaton futották.

### Az edzés végeredménye
| Helyezés | Versenyző            | Csapat/Motor         | 1. rész    | 2. rész    | 3. rész    |
| -------- | -------------------- | -------------------- | ---------- | ---------- | ---------- |
| 1        | Sebastian Vettel     | Red Bull-Renault     | 1:30.883   | 1:30.341   | 1:32.160   |
| 2        | Jarno Trulli         | Toyota               | 1:31.063   | 1:30.737   | 1:32.220   |
| 3        | Lewis Hamilton       | McLaren-Mercedes     | 1:30.917   | 1:30.627   | 1:32.395   |
| 4        | Adrian Sutil         | Force India-Mercedes | 1:31.386   | 1:31.222   | 1:32.466   |
| 5        | Rubens Barrichello   | Brawn-Mercedes       | 1:31.272   | 1:31.055   | 1:32.660   |
| 6        | Nick Heidfeld        | BMW Sauber           | 1:31.501   | 1:31.260   | 1:32.945   |
| 7        | Jenson Button        | Brawn-Mercedes       | 1:31.041   | 1:30.880   | 1:32.962   |
| 8        | Kimi Räikkönen       | Ferrari              | 1:31.228   | 1:31.052   | 1:32.980   |
| 9        | Heikki Kovalainen    | McLaren-Mercedes     | 1:31.499   | 1:31.223   | Idő nélkül |
| 10       | Sébastien Buemi      | Toro Rosso-Ferrari   | 1:31.196   | 1:31.103   | Idő nélkül |
| 11       | Nico Rosberg         | Williams-Toyota      | 1:31.286   | 1:31.482   |            |
| 12       | Fernando Alonso      | Renault              | 1:31.401   | 1:31.638   |            |
| 13       | Robert Kubica        | BMW Sauber           | 1:31.417   | 1:32.341   |            |
| 14       | Timo Glock           | Toyota               | 1:31.550   | Idő nélkül |            |
| 15       | Jaime Alguersuari    | Toro Rosso-Ferrari   | 1:31.571   | Idő nélkül |            |
| 16       | Giancarlo Fisichella | Ferrari              | 1:31.704   |            |            |
| 17       | Nakadzsima Kazuki    | Williams-Toyota      | 1:31.718   |            |            |
| 18       | Romain Grosjean      | Renault              | 1:32.073   |            |            |
| 19       | Vitantonio Liuzzi    | Force India-Mercedes | 1:32.087   |            |            |
| 20       | Mark Webber          | Red Bull-Renault     | Idő nélkül |            |            |

A büntetések utáni rajtrács:
1. S. Vettel (Red Bull)
.
2. J. Trulli (Toyota) 

3. L. Hamilton (McLaren) 

4. N. Heidfeld (BMW Sauber) 

5. K. Räikkönen (Ferrari) 

6. R. Barrichello (Brawn) * 

7. N. Rosberg (Williams) 

8. A. Sutil (Force India) * 

9. R. Kubica (BMW Sauber)  

10. J. Button (Brawn) * 

11. H. Kovalainen (McLaren) ***

12. J. Alguersuari (Toro Rosso) 

13. S. Buemi (Toro Rosso) ** 

14. G. Fisichella (Ferrari)   

15. K. Nakajima (Williams) 

16. F. Alonso (Renault) * 

17. R. Grosjean (Renault)  

18. V. Liuzzi (Force India) *** 

19. M. Webber (Red Bull) **** 

20. T. Glock (Toyota) ***** 

*       Öt rajthelyes büntetés szabálytalanság miatt 

**      Öt rajthelyes büntetés feltartás miatt 

***     Öt rajthelyes büntetés váltócsere miatt 

****    Baleset miatt új autót kapott, és a boxutcából rajtol 

*****   Nem indul

## Futam
A japán nagydíj futama október 4-én, vasárnap, közép-európai idő szerint 7:00 órakor rajtolt. A futamon nem állt rajthoz Timo Glock (Toyota), aki az időmérő edzésen vádlisérülést szenvedett.
| Helyezés | Rajtszám | Versenyző            | Csapat/Motor         | Futott kör | Idő/Kiesés oka | Rajthely | Pont |
| -------- | -------- | -------------------- | -------------------- | ---------- | -------------- | -------- | ---- |
| 1        | 15       | Sebastian Vettel     | Red Bull-Renault     | 53         | 1h28:20,443    | 1        | 10   |
| 2        | 9        | Jarno Trulli         | Toyota               | 53         | + 4,877        | 2        | 8    |
| 3        | 1‡       | Lewis Hamilton       | McLaren-Mercedes     | 53         | + 6,472        | 3        | 6    |
| 4        | 4‡       | Kimi Räikkönen       | Ferrari              | 53         | + 7,940        | 5        | 5    |
| 5        | 16       | Nico Rosberg         | Williams-Toyota      | 53         | + 8,793        | 7        | 4    |
| 6        | 6        | Nick Heidfeld        | BMW Sauber           | 53         | + 9,509        | 4        | 3    |
| 7        | 23       | Rubens Barrichello   | Brawn-Mercedes       | 53         | + 10,641       | 6        | 2    |
| 8        | 22       | Jenson Button        | Brawn-Mercedes       | 53         | + 11,474       | 10       | 1    |
| 9        | 5        | Robert Kubica        | BMW Sauber           | 53         | + 11,777       | 9        |      |
| 10       | 7        | Fernando Alonso      | Renault              | 53         | + 13,065       | 16       |      |
| 11       | 2‡       | Heikki Kovalainen    | McLaren-Mercedes     | 53         | + 13,735       | 11       |      |
| 12       | 3‡       | Giancarlo Fisichella | Ferrari              | 53         | + 14,596       | 14       |      |
| 13       | 20       | Adrian Sutil         | Force India-Mercedes | 53         | + 14,959       | 8        |      |
| 14       | 21       | Vitantonio Liuzzi    | Force India-Mercedes | 53         | + 15,734       | 18       |      |
| 15       | 17       | Nakadzsima Kazuki    | Williams-Toyota      | 53         | + 17,973       | 15       |      |
| 16       | 8        | Romain Grosjean      | Renault              | 52         | + 1 kör        | 17       |      |
| 17       | 14       | Mark Webber          | Red Bull-Renault     | 51         | + 2 kör        | 19       |      |
| Ki       | 11       | Jaime Alguersuari    | Toro Rosso-Ferrari   | 43         | Ütközés        | 12       |      |
| Ki       | 12       | Sébastien Buemi      | Toro Rosso-Ferrari   | 11         | Kuplunghiba    | 20       |      |
| Ni       | 10       | Timo Glock           | Toyota               | 0          | Sérülés        | 13       |      |

* A ‡-tel jelzett autók használták a KERS-t.

## A világbajnokság állása a verseny után
| H   | Versenyzők         | Pont | H   | Konstruktőrök        | Pont  |
| --- | ------------------ | ---- | --- | -------------------- | ----- |
| 1.  | Jenson Button      | 85   | 1.  | Brawn-Mercedes       | 156   |
| 2.  | Rubens Barrichello | 71   | 2.  | Red Bull-Renault     | 120,5 |
| 3.  | Sebastian Vettel   | 69   | 3.  | Ferrari              | 67    |
| 4.  | Mark Webber        | 51,5 | 4.  | McLaren-Mercedes     | 65    |
| 5.  | Kimi Räikkönen     | 45   | 5.  | Toyota               | 54,5  |
| 6.  | Lewis Hamilton     | 43   | 6.  | Williams-Toyota      | 34,5  |
| 7.  | Nico Rosberg       | 34,5 | 7.  | Renault              | 26    |
| 8.  | Jarno Trulli       | 30,5 | 8.  | BMW Sauber           | 24    |
| 9.  | Fernando Alonso    | 26   | 9.  | Force India-Mercedes | 13    |
| 10. | Timo Glock         | 24   | 10. | Toro Rosso-Ferrari   | 5     |

## Statisztikák
Vezető helyen:
- Sebastian Vettel: 53 (1-53)

Sebastian Vettel 4. győzelme, 5. pole-pozíciója, Mark Webber 2. leggyorsabb köre.
- Red Bull 4. győzelme.